# Stefan Holtz
Stefan Holtz, född den 27 februari 1981, är en tysk kanotist.
Han tog bland annat VM-guld i C-2 1000 meter i samband med sprintvärldsmästerskapen i kanotsport 2011 i Szeged.